# Enrique Marco Zaragoza
Enrique Marco Zaragoza   (la Vall d'Uixó, 8 de febrer de 1889 - la Vall d'Uixó, 18 de juny de 1971), conegut com el Pilós, fou un cosidor d'espardenyes i polític valencià, el primer alcalde socialista que va tindre la Vall d'Uixó (Plana Baixa) i pare d'Enrique Marco Soler i de Ramona Marco Soler.

## Primers anys
De pares humils, amb setze anys va ser un dels fundadors de les Joventuts Socialistes de la Vall d'Uixó, organització que va dirigir des de 1913. Per aquell temps va ser processat per fer propaganda antimilitarista contra la guerra al Marroc, encara que el seu cas, més avant, fou sobresegut. L'agost de 1917 va ser president del comité local de la vaga general espanyola de 1917. Per aquell temps viatjava sovint a la comarca dels Ports per a propagar el sindicalisme entre els cosidors d'espardenyes d'aquella zona.
Va incorporar-se a l'Agrupació Socialista (AS) local el 1920 i, un any després, fou candidat del PSOE per Nules-Sogorb (Castelló) en les eleccions a diputats provincials. El 1927 representà l'AS de la Vall d'Uixó en el Congrés Extraordinari del PSOE i al de la UGT, com a delegat de les Societats d'Obrers Agricultors de Borriana, Moncofa, Onda i la Vall d'Uixó, de les Societats Femenines Socialistes de Moncofa i la Vall d'Uixó i de les Societats d'Espardenyers (de qui ell mateix era membre), de Cordellers i d'Oficis Diversos de la Vall d'Uixó. L'any següent, també va representar vàries societats obreres de la Vall en el XVI Congrés de la UGT. També fou president de l'AS de la Vall des d'aquell any fins a 1933.
Enrique Marco participà activament de la comissió republicanosocialista que va preparar les eleccions d'abril del 1931, de les quals en va eixir electe com a regidor de la Vall d'Uixó, i en fou primer tinent d'alcalde.

## Cooperativa socialista «El Faro»
A principis del segle xx, les condicions de treball del sector espardenyer de la Vall d'Uixó provocaren la creació de societats obreres socialistes. La Societat Obrera “El Despertar” i la Societat Feminista “La Aurora” es van unir el 1924 en la cooperativa socialista "El Faro", de la qual fou Enrique Marco un dels fundadors i gerent. Ell va ser el responsable del treball comú amb la cooperativa catòlica “El Porvenir” per a obtindre millors resultats, deixant de costat les diferències ideològiques, aconseguint així participar el 1932 de la quota de producció de calçat per a l'exèrcit, que pràcticament estava monopolitzada per la família Segarra. Per desgràcia, la Guerra Civil malbaratà tot aquest treball.

## Segona República i Guerra Civil
Va ser condemnat a dos mesos de presó per participar del comité de la vaga revolucionària d'octubre de 1934. Des de febrer fins a l'agost del 1936 fou l'alcalde de la Vall d'Uixó, càrrec que abandonà per a tornar a dirigir la cooperativa «El Faro».
Durant la Guerra Civil va formar part de la Junta Qualificadora d'Expropiacions de Finques Rústiques de la Vall d'Uixó i, en acabar la guerra, visquí a Barcelona, on fou detingut el 9 de febrer del 1943 i condemnat a trenta anys de presó. Tres anys més tard, en ser indultat, se li va reduir la pena i el van alliberar en agost.
Tornà a la Vall d'Uixó, on va dedicar-se a cosir espardenyes fins que morí el juny de 1971.
El 1982, el Ple de l'Ajuntament d'aquesta localitat acordà per unanimitat donar-li el seu nom a una ronda del barri la Moleta «per una conducta exemplar en la lluita obrera».